# Pristilepis oligolepis
Pristilepis oligolepis – gatunek ryby z rodziny hajdukowatych (Holocentridae), jedyny przedstawiciel rodzaju Pristilepis.

## Zasięg występowania
Ocean Indyjski: Reunion i Australia Zachodnia; Ocean Spokojny: Japonia, Lord Howe, Hawaje, Kermadec i Wyspa Wielkanocna. 

## Etymologia
Nazwa rodzajowa: gr. πριστηρ pristēr, πριστηρος pristēros „piła”, od πριω priō „piłować”; λεπις lepis, λεπιδος lepidos „łuska”, od λεπω lepō „łuszczyć się”. Epitet gatunkowy: gr. ολιγος oligos   „mały, krótki”; λεπις lepis, λεπιδος lepidos „łuska”, od λεπω lepō „łuszczyć się”.